# オリヴァー・ラファージ
オリヴァー・ハザード・ペリー・ラファージ2世（Oliver Hazard Perry La Farge II、1901年12月19日 - 1963年8月2日）はアメリカ合衆国の作家、人類学者。1925年にメキシコの初期オルメカの遺跡を探検し、その後中央アメリカとアメリカ合衆国南西部の遺跡を調査した。主にアメリカ州の先住民族に関する15冊以上の学術的著書に加えて、いくつかの小説も書いている。中でも1929年の『笑う少年』はピューリッツァー賞 小説部門を受賞した。ほかにラファージの短編は『ザ・ニューヨーカー』や『エスクァイア』誌に掲載された。
フィクションとノンフィクションのいずれにおいても、ラファージのよく知られた著作はアメリカ先住民の文化を強調している。彼はナバホ族の文化にもっとも親しく、ナバホ語の知識を持ち、ナバホ族は彼に「Anast'harzi Nez」すなわち「高い崖に住む人」というあだなをつけた。

## 青少年期
オリヴァー・ラファージはニューヨークに生まれたが、ロードアイランド州ニューポートで育った。父はボザール様式の有名な建築家クリストファー・グラント・ラファージ、母はフローレンス・ベヤード・ロックウッドだった。兄のクリストファー・ラファージは小説家だった。ラファージおよび父方の同じ名前の叔父（建築家）はともにその名を高祖父のオリヴァー・ハザード・ペリーから取っている（オリヴァー・ラファージの父方の祖母がオリヴァー・ハザード・ペリーの孫娘）。
ラファージはハーバード大学で1924年に学士、1929年に修士の学位を得た。

## 業績
ラファージは作家および人類学者として働いた。1925年にデンマーク出身の考古学者でテュレーン大学のフランス・ブロムとともに現在オルメカの中心地として知られる地域を旅行した。ラファージはサン・マルティン・パハパン・1号モニュメントと、主要なオルメカの中心地のひとつであるラ・ベンタ遺跡を再発見した。
ラファージはアメリカ先住民とその問題を、とくに1933年にサンタフェに引っ越してから研究するようになった。彼はアメリカインディアンの権利の弁護者となり、数年にわたってアメリカインディアン問題協会 (Association on American Indian Affairs) の会長をつとめた。
第二次世界大戦中、ラファージはアメリカ空輸軍団で働き、退役時の階級は少佐だった。ベルント・バルチェン大佐の率いるグリーンランドの戦闘に参加した。バルチェン、Corey Ford、ラファージの3人は共著でこの戦闘に関する『氷点下の戦争：グリーンランドの戦い』(War Below Zero: The Battle for Greenland 1944) を著している。

## 結婚と家族
ラファージはワンデン・マシューズと結婚して2人の子をなした。息子のオリヴァー・オルビー・ラファージ（1931-1965、のちにピーター・ラファージと改名）と娘のポーヴィーである。1933年に一家はサンタフェに引っ越したが、ワンデンはこの場所を好きになれず、1937年に離婚した。
息子のオリヴァー・オルビーは父と不仲になり、名をピーターに変えてニューヨークに引っこし、グリニッジ・ヴィレッジで1950-1960年代にかけて有名なフォークソング歌手およびシンガーソングライターとして活動した。彼のもっとも有名な曲はアメリカ先住民をテーマにしている。有名な曲に『As Long As The Grass Shall Grow』があるが、この曲は父の著書から題を取っている。
ラファージはコンスエロ・オティレ・バカと再婚し、息子ジョン・ペンダリーズ・ラファージ（ペン・ラファージ）を生んだ。ラファージのノンフィクション『Behind the Mountains』(1956)はコンスエロの家族についての回想にもとづいており、ニューメキシコ州北部の大土地所有者であったバカ一家に関する書物である。ラファージはサンタフェの新聞『The New Mexican』に定期的にコラムを書いた。彼のコラムの一部はまとめられて1966年に『The Man with the Calabash Pipe』の題で出版された。
1963年、ラファージはサンタフェで没した。61歳だった。

## 栄誉
- ピューリッツァー賞 小説部門を「笑う少年」で受賞 (1929)

## 著作

### ノンフィクション
- Tribes and Temples （Frans Blomと共著）(1926-27)
- The Year Bearer's People （Douglas Byersと共著）(1931)
- Introduction to American Indian Art (John Sloanと共著）(1931)
- An Alphabet for Writing the Navajo Language (1940)
- As Long As The Grass Can Grow - Indians Today 写真：Helen M. Post (1940)
- The Changing Indian (編著) (1942)
- War Below Zero: The Battle for Greenland (Bernt Balchen, Corey Fordと共著) (1944)
- Santa Eulalia: The Religion of a Cuchumatan Indian Town (1947)
- The Eagle in the Egg (1949)
- Cochise of Arizona (1953)
- The Mother Ditch (1954)
- A Pictorial History of the American Indian (1956)
- Behind the Mountains (1956)
- Santa Fe: The Autobiography of a Southwestern Town （Arthur N. Morganと共著） (1959)

### フィクションほか
- Laughing Boy (1929) ― 小説「笑う少年」。1934年に同名の映画が作られた。（日本語の題は『砂漠の新月』）
- Sparks Fly Upward (1931) ― 小説
- Long Pennant (1933) ― 小説
- All the Young Men (1935) ― 短編集
- The Enemy Gods (1937) ― 小説
- The Copper Pot (1942) ― 小説
- Raw Material (1945) ― 回想録
- A Pause in the Desert (1957) ― 短編集
- The Door in the Wall (1965) ― 短編集
- The Man With the Calabash Pipe (1966) ― コラム集、ウィンフィールド・タウンリー・スコット編。

### 翻訳
- A Man's Place (1940) ― Raymón J. Sender El lugar de un hombre の英語訳。